# Mária Basilides
Mária Basilides, née le 11 novembre 1886 à Jolsva et morte le 26 septembre 1946 à Budapest, est une cantatrice hongroise.

## Biographie
Mária Basilides fait ses études à l'Université de musique Franz-Liszt. En 1915, elle entre à l'Opéra de Budapest où elle chante jusqu'à sa mort en 1946. Elle chante aussi à l'Opéra d'état de Berlin, à l'Opéra de Dresde ainsi qu'à l'Opéra bavarois de Munich. Elle défend la musique de Béla Bartók et de Zoltán Kodály.